# Амарат, Ясир
Я́сир Юсе́ф Амара́т (?, Судан — 8 июня 2010, Веденский район, Чечня, Россия) — арабский террорист из Африки, воевавший в Чечне на стороне сепаратистов с 2001—2002 года.

## Биография
Родился в Судане, прибыл в Чечню в 2003 году. Состоял в Государственном Комитете Обороны — Маджлисуль Шура ЧРИ. После ликвидации Абу Хафса стал одним из кандидатов на должность 4-го амира иностранного отряда, однако проиграл пост Муханнаду. Входил в список наиболее опасных полевых командиров. В начале 2007 года МВД указывая самых опасных боевиков действующих на территории Чеченской республики особо выделило из числа иностранцев его и Сейф Ислама.
С 2007 до 2009 года Ясир действовал в южной части Чечни. После назначения Муханнада четвёртым амиром иностранного отряда возглавил остатки формирования Абу Хафса. Перешёл в подчинение к самому Муханнаду.
Был убит в результате спецоперации чеченских силовиков в Веденском районе Чечни 8 июня 2010 года. Уже 11 июня Рамзан Кадыров подтвердил факт уничтожения Ясира, заявив, что «факт смерти Ясира подтверждён юридически» За его ликвидацию получил звание Героя России Вахит Усмаев.
Боевики заявили, что Ясир и вся его группа были отравлены через продукты и скончались ещё до того, как были обнаружены спецподразделением. Незадолго до смерти Ясир успел записать последнее видеообращение, где говорит что чувствует скорую смерть (некоторые из членов группы в тот момент уже скончались).